# Syllepte bipunctalis
Syllepte bipunctalis là một loài bướm đêm trong họ Crambidae.